# Leninski prospekt (metrostation Sint-Petersburg)
Leninski prospekt (Russisch: Ленинский проспект) is een station van de metro van Sint-Petersburg. Het station maakt deel uit van de Kirovsko-Vyborgskaja-lijn en werd geopend op 29 september 1979. Het metrostation bevindt zich onder de Leninski prospekt (Leninlaan) in het stadsdeel Kirovski, in het zuiden van Sint-Petersburg.
Het station ligt 8 meter onder de oppervlakte en beschikt over een perronhal met zuilen. Station Leninski prospekt heeft geen bovengronds toegangsgebouw, maar een ondergrondse stationshal; de uitgangen leiden naar de Leninski prospekt en de Boelvar Novatorov (Vernieuwerslaan). De perronhal is afgewerkt met marmer en natuursteen. Tot het begin van de jaren 1990 vermeldden de borden in het station viermaal de naam van Lenin: "Leningradse Leninmetro van de Leninorde - station Leninski Prospekt".